# Comunque...
Comunque... è il quarto album del cantante napoletano Franco Ricciardi, del 1990.

## Tracce
1. Io moro pe tte
2. Se tu credi
3. Quando si ama
4. Bella più che mai
5. Che sarà
6. 1° Liceo
7. Ti sento
8. Caro papà